# Storran Gallery

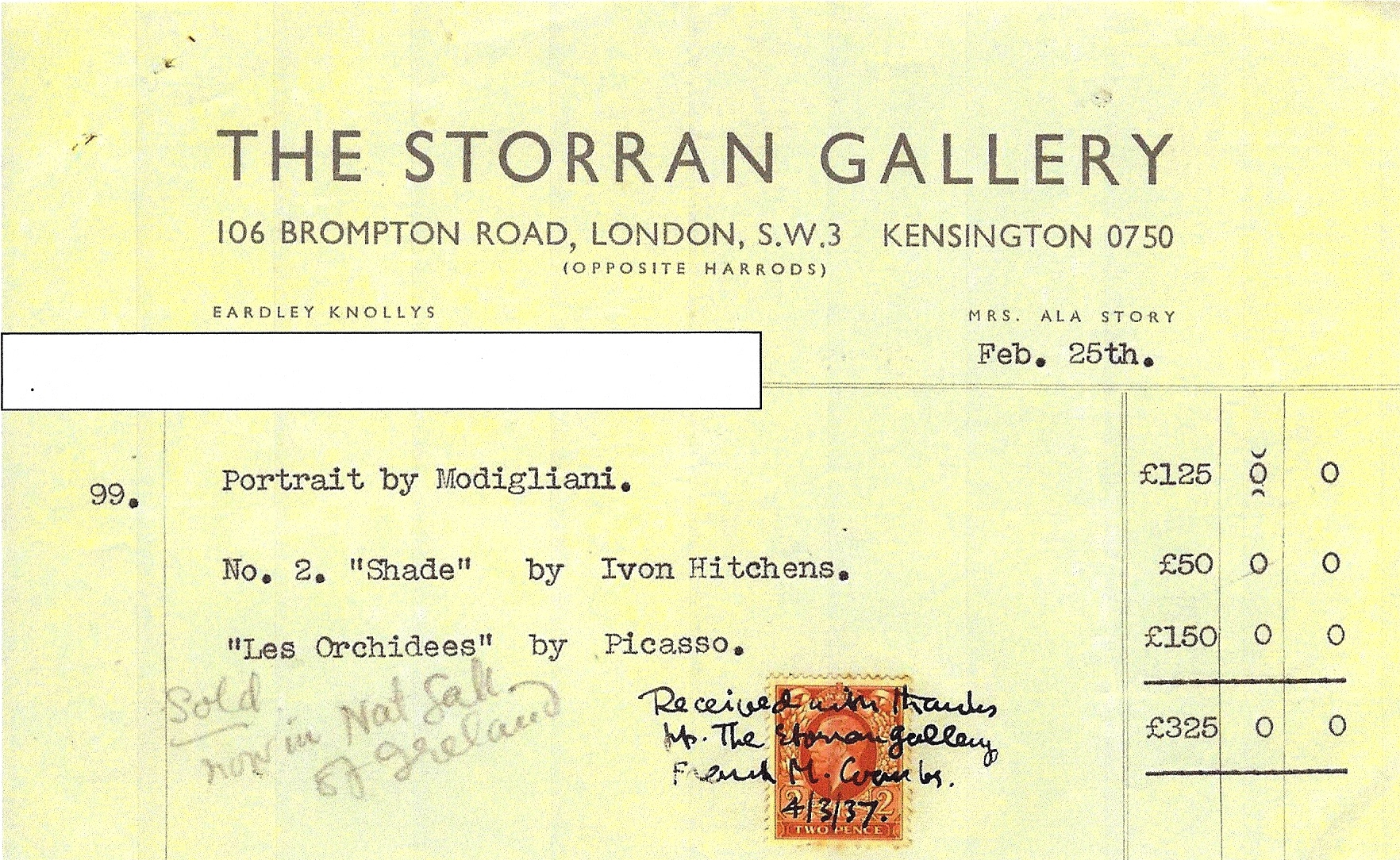
Reçu de 1937 de la Storran Gallery pour Modigliani, Hitchens et Picasso.

La Storran Gallery est une galerie d'art londonienne qui fut très à la mode dans les années 1930, fondée par Ala Story. En 1937, elle est dirigée par le critique d'art Eardley Knollys (ami de Picasso), Ala Story et le peintre  Frank Coombs (1906-1941). Cette galerie se trouvait au 106 Brompton Road, juste en face des magasins Harrods, puis déménage Fitzroy Street et enfin au 316 Euston Road.
L'exposition Jones en 1938 est marquante. Les artistes Graham Bell et Tom Harrisson organisent une exposition de vues de Londres par des peintres britanniques. Pour la rendre « démocratique », ils envoient une invitation par courrier à plus de huit cents familles londoniennes portant le nom de Jones.
Les tableaux exposés à la Storran Gallery à la fin des années 1930 comprenaient entre autres des œuvres de Picasso, Modigliani, Dufy, Anthony Devas, Claude Rogers, Victor Pasmore, Rupert Shephard, Graham Bell, William Coldstream, Ivon Hitchens, Jean Varda,
Derek Sayer
Lynton Lamb, Joan Souter-Robinson,
Ivy Langton et
Derek Latymer-Sayer. Certains peintres étaient membres de la Euston Road School.

## Source de la traduction
- (en) Cet article est partiellement ou en totalité issu de l’article de Wikipédia en anglais intitulé « Storran Gallery » (voir la liste des auteurs).